# Stenkumla landskommun
Stenkumla landskommun var en kommun på Gotland.

## Administrativ historik
När 1862 års kommunalförordningar trädde i kraft inrättades i Sverige cirka 2 500 kommuner. Huvuddelen av dessa var landskommuner (baserade på den äldre sockenindelningen), vartill kom 89 städer och åtta köpingar. Då inrättades i Stenkumla socken i Gotlands södra härad på Gotland denna kommun.
Vid kommunreformen 1952 blev den storkommun genom sammanläggning med de tidigare kommunerna Atlingbo, Eskelhem, Hogrän, Tofta, Träkumla, Vall, och Västerhejde.
Landskommunens gränser ändrades flera gånger (årtal avser den 1 januari det året om inget annat anges):
- 1965 - Till Stenkumla landskommun och Träkumla församling överfördes från Romaklosters landskommun och Roma församling ett obebott område omfattande en areal av 0,15 kvadratkilometer land.[2]
- 1966 - Från Stenkumla landskommun och Träkumla församling överfördes till Romaklosters landskommun och Follingbo församling ett obebott område omfattande en areal av 0,06 kvadratkilometer land.[2]
- 1966 - Till Stenkumla landskommun och Atlingbo församling överfördes från Klintehamns landskommun och Mästerby församling ett obebott område omfattande en areal av 0,04 kvadratkilometer land.[2]
- 1966 - Till Stenkumla landskommun och Atlingbo församling överfördes från Klintehamns landskommun och Väte församling ett obebott område omfattande en areal av 0,05 kvadratkilometer land.[2]
- 1966 - Till Stenkumla landskommun och Eskelhems församling överfördes från Klintehamns landskommun och Västergarns församling ett obebott område omfattande en areal av 0,05 kvadratkilometer land.[2]

Den 1 januari 1971 bildades Gotlands kommun, varvid denna, liksom öns övriga kommuner och Gotlands läns landsting, upplöstes. När Stenkumla landskommun upplöstes hade den 2 723 invånare.
Kommunkoden 1952-1971 var 0906.

### Kyrklig tillhörighet
I kyrkligt hänseende tillhörde landskommunen först Stenkumla församling. Vid kommunreformen 1 januari 1952 tillkom församlingarna Atlingbo, Eskelhem, Hogrän, Tofta, Träkumla, Vall och Västerhejde.

## Geografi
Stenkumla landskommun omfattade den 1 januari 1952 en areal av 206,77 km², varav 206,58 km² land.

### Tätorter i kommunen 1960
I Stenkumla landskommun fanns tätorten Vibble, som hade 369 invånare den 1 november 1960. Tätortsgraden i kommunen var då 12,3 procent.

## Näringsliv
Vid folkräkningen den 31 december 1950 var huvudnäringen för landskommunens (med 1952 års gränser) befolkning uppdelad på följande sätt:
- 60,8 procent av befolkningen levde av jordbruk med binäringar
- 19,7 procent av industri och hantverk
- 5,8 procent av offentliga tjänster m.m.
- 5,4 procent av handel
- 4,8 procent av samfärdsel
- 1,9 procent av husligt arbete
- 1,6 procent av ospecificerad verksamhet.

Av den förvärvsarbetande befolkningen (1 333 personer) jobbade bland annat 60,1 procent med jordbruk med binäringar. 219 av förvärvsarbetarna (16,4 procent) hade sin arbetsplats utanför landskommunen.

## Befolkningsutveckling
Befolkningsutveckling i Stenkumla landskommun 1870-1960

Stapeln för 1950 avser kommunens gränser efter reformen 1952.

## Politik

### Andrakammarval 1952-1968
Siffrorna är avrundade så summan kan vara en annan än 100.
| Parti          | 1952  | 1956  | 1958  | 1960  | 1964  | 1968  |
| -------------- | ----- | ----- | ----- | ----- | ----- | ----- |
| H              | 11,8  | 12,7  | 13,4  | 12,4  | 13,3  | 12,3  |
| C              | 39,8  | 38,7  | 46,7  | 46,8  | *     | *     |
| F              | 19,6  | 21,0  | 13,5  | 12,0  | *     | *     |
| KDS            | *     | *     | *     | *     | *     | 0,4   |
| MP             | *     | *     | *     | *     | 56,6  | 56,6  |
| S              | 28,8  | 26,8  | 26,4  | 28,4  | 30,1  | 30,7  |
| VPK            | *     | 0,7   | *     | 0,4   | *     | *     |
| Giltiga röster | 1 683 | 1 625 | 1 577 | 1 680 | 1 551 | 1 617 |

### Mandatfördelning i valen 1950-1966
| 10 | 15 | 6 | 4 |

| 32 |

| 10 | 15 | 5 | 5 |

| 32 |

| 10 | 17 | 4 | 4 |

| 31 |

| 11 | 16 | 4 | 4 |

| 31 |

| 9 | 17 | 5 | 4 |

| 28 | 7 |